# Barbara Greszczuk
Barbara Jolanta Greszczuk z domu Kawalec (ur. 9 lipca 1950 w Rzeszowie, zm. 18 stycznia 2021) – polska językoznawczyni, profesor nauk humanistycznych.

## Praca naukowa
W 1973 ukończyła z wyróżnieniem studia w zakresie filologii polskiej w Wyższej Szkole Pedagogicznej w Rzeszowie. Pracę magisterską Niektóre odmiany przydawki wyodrębniającej w polszczyźnie literackiej napisała na seminarium Stefana Reczka. Doktoryzowała się w 1982 na Uniwersytecie Jagiellońskim broniąc rozprawy Rozwój konstrukcji porównawczych w polszczyźnie, przygotowanej pod kierunkiem Krystyny Pisarkowej. Stopień doktora habilitowanego uzyskała w 1994 w Instytucie Języka Polskiego PAN na podstawie monografii Składniowe wykładniki negacji i ich funkcje w historii języka polskiego. Tytuł naukowy profesora nauk humanistycznych otrzymała 15 marca 2002.
Po uzyskaniu magisterium podjęła pracę w Wyższej Szkole Pedagogicznej w Rzeszowie, przekształconej w 2001 w Uniwersytet Rzeszowski. Od 1993 do 1996 była zastępcą dyrektora Instytutu Filologii Polskiej, natomiast w latach 1996–2002 kierowała Zakładem Polszczyzny Historycznej i Dialektologii. W 2002 podjęła pracę na stanowisku profesora nadzwyczajnego w Instytucie Filologii Polskiej na Wydziale Humanistycznym Akademii Świętokrzyskiej w Kielcach (przekształconej w 2008 w Uniwersytet Jana Kochanowskiego). Rok później objęła stanowisko profesora zwyczajnego i została kierownikiem Zakładu Polszczyzny Współczesnej. Była przewodniczącą komisji językoznawczej Wydziału Humanistycznego Akademii Świętokrzyskiej, przeprowadzającej obrony prac doktorskich. W latach 2008–2012 pełniła funkcję dyrektora Instytutu Filologii Polskiej.
Uczennica Krystyny Pisarkowej i Leszka Bednarczuka. Specjalizowała się w językoznawstwie polskim. Jej zainteresowania naukowe obejmowały onomastykę, dialektologię, biblistykę językoznawczą i translatorykę.
Zmarła 18 stycznia 2021.

## Publikacje książkowe
- Konstrukcje porównawcze i ich rozwój w języku polskim, Rzeszów 1988
- Składniowe wykładniki negacji i ich funkcje w historii języka polskiego, Rzeszów 1993
- Archetypy starotestamentowe w polskich przekładach psalmów. Problemy lingwistyki stosowanej, Rzeszów 2000
- Polska poezja współczesna. Studia stylistyczno-językowe, Kielce 2015